# Középapsa
Középapsa (ukránul: Середнє Водяне [Szerednye Vogyane], oroszul: Среднее Водяное [Szrednyeje Vogyanoje], románul: Apşa de Mijloc) falu Ukrajnában, Kárpátalján, a Técsői járásban.

## Fekvése
Técsőtől 24 km-re keletre, az Apsica (Apsa-patak) partján fekszik.

## Története
A falu két dombján egy-egy fatemplom emelkedik. A felső az 1428-ban épült görögkatolikus úgynevezett felső javadalmi templom, 1440-ben és 1760-ban renoválták. 17. századi festmények és 18. századi ikonosztáz díszíti. Az alsó a 17. század középén épült Szent Miklósnak szentelt görögkatolikus úgynevezett alsó javadalmi templom 18. századi ikonosztázzal.
Becses emléke a Rákóczi-szabadságharcban részt vett apsai felkelők zászlaja. 1910-ben 3719 lakosából 3196 román és 489 német volt. A trianoni békeszerződésig Máramaros vármegye Szigeti járásához tartozott.

## Népesség
Ma 4900, többségben román lakosa van.
Lakóinak száma a 2003-as adatok alapján 5700 fő.